# Lijst van rijksmonumenten in Oost-Maarland
De plaats Oost-Maarland telt 18 inschrijvingen in het rijksmonumentenregister. Hieronder een overzicht.
| Object | Oorspronkelijke functie? | Bouwjaar                                                                                                  | Architect   | Locatie                 | Coördinaten?                  | Nr.?   | Afbeelding                                    |
| --- | ------------------------ | --- | ----------- | ----------------------- | ----------------------------- | ------ | --------------------------------------------- |
| Forse, driebeukige vakwerkschuur onder met blauwe oud Hollandse pannen gedekt schilddak, dat aan de zuidzijde omloopt en eindigt tegen puntgevel | Woonhuis                 | vroeg 19e eeuw                                                                                            |             | Sint Jozefstraat bij 85 | 50° 47' 31" NB, 5° 43' 18" OL | 15472  | Meer afbeeldingen                             |
| Kleine L-vormige hoeve van baksteen en vakwerk                                                                                                   | Boerderij                | 1742 (gevelsteen)                                                                                         |             | Hoogstraat 23           | 50° 47' 28" NB, 5° 43' 7" OL  | 15501  | Meer afbeeldingen                             |
| Hoeve van baksteen met binnenplaats; aan de straat een puntgevel. Segmentboogvensters in Naamse steen. Poort vernieuwd                           | Boerderij                | 1745 (sluitsteen)                                                                                         |             | Sint Jozefstraat 67     | 50° 47' 33" NB, 5° 43' 9" OL  | 15502  | Meer afbeeldingen                             |
| Grote bakstenen hoeve met gesloten binnenplaats. Inrijpoort met gotische fragmenten. Aan de binnenplaats resten van breuksteen en vakwerk        | Boerderij                | 18e eeuw                                                                                                  |             | Sint Jozefstraat 60-62  | 50° 47' 31" NB, 5° 43' 13" OL | 15503  | Meer afbeeldingen                             |
| Hoeve van baksteen met binnenplaats; grotendeels vernieuwd. Restant mergelmuur                                                                   | Boerderij                | |             | Rijckholterweg 2        | 50° 47' 36" NB, 5° 43' 6" OL  | 15504  | Meer afbeeldingen                             |
| Hoeve van baksteen. Aan binnenplaats nog vakwerk                                                                                                 | Boerderij                | 1895 (poortsluitsteen)                                                                                    |             | Rijckholterweg 4        | 50° 47' 37" NB, 5° 43' 6" OL  | 15505  | Meer afbeeldingen                             |
| Hoeve van baksteen met binnenplaats. Segmentboogingang en lateiboogvensters in Naamse steen                                                      | Boerderij                | 1765 en 1782 (sluitstenen)                                                                                |             | Rijckholterweg 6        | 50° 47' 37" NB, 5° 43' 6" OL  | 15506  | Meer afbeeldingen                             |
| Hoeve van baksteen om gesloten binnenplaats, met resten van mergel en vakwerk                                                                    | Boerderij                | 18e eeuw                                                                                                  |             | Rijckholterweg 8        | 50° 47' 38" NB, 5° 43' 6" OL  | 15507  | Meer afbeeldingen                             |
| Kasteel Oost | Kasteel, buitenplaats    | 11e eeuw (woontoren) 1548 (traptoren) 1674 (uitbreiding) 18e eeuw (uitbreiding) gewijzigd in 1848 en 1958 |             | Kasteellaan 1           | 50° 47' 46" NB, 5° 42' 22" OL | 15519  | Meer afbeeldingen                             |
| Bijgebouw bij Kasteel Eijsden | Woonhuis                 | 19e eeuw (hekpijlers)                                                                                     |             | Kasteellaan 3           | 50° 47' 47" NB, 5° 42' 23" OL | 15520  | Bijgebouw bij Kasteel Eijsden                 |
| Hoeve van baksteen, gedeeltelijk met speklagen                                                                                                   | Boerderij                | 18e eeuw                                                                                                  |             | Catharinastraat 5       | 50° 47' 45" NB, 5° 42' 32" OL | 15521  | Meer afbeeldingen                             |
| Witgeverfde hoeve van baksteen, gelegen aan een binnenplaats                                                                                     | Boerderij                | 18e eeuw (2e kwart)                                                                                       |             | Catharinastraat 15      | 50° 47' 51" NB, 5° 42' 28" OL | 15522  | Meer afbeeldingen                             |
| Hoeve van baksteen met gepleisterde voorgevel, gelegen aan een binnenplaats                                                                      | Boerderij                | 18e eeuw (2e kwart)                                                                                       |             | Catharinastraat 17      | 50° 47' 52" NB, 5° 42' 28" OL | 15523  | Meer afbeeldingen                             |
| Sint Agathahoeve | Boerderij                | 1887 |             | Catharinastraat 16      | 50° 47' 48" NB, 5° 42' 31" OL | 15524  | Meer afbeeldingen                             |
| Hoeve van baksteen om gesloten binnenplaats | Boerderij                | 17e-19e eeuw uitgebreid in 1886 en 1889                                                                   |             | Catharinastraat 20      | 50° 47' 52" NB, 5° 42' 31" OL | 15525  | Meer afbeeldingen                             |
| Grote baksteenhoeve met binnenplaats | Boerderij                | 19e eeuw                                                                                                  |             | Parrestraat 3           | 50° 47' 45" NB, 5° 42' 41" OL | 15526  | Meer afbeeldingen                             |
| Grote driebeukige vakwerkschuur met schilddak | Boerderij                | 19e eeuw (vroeg)                                                                                          |             | Sint Jozefstraat bij 85 | 50° 47' 31" NB, 5° 43' 18" OL | 15527  | Grote driebeukige vakwerkschuur met schilddak |
| Sint-Jozefkerk, R.K. Kerk met neoromaanse elementen                                                                                              | Kerk en kerkonderdeel    | 1927 | J. Franssen | Sint Jozefstraat 20     | 50° 47' 40" NB, 5° 42' 48" OL | 499034 | Meer afbeeldingen                             |